# Mannheim Business School

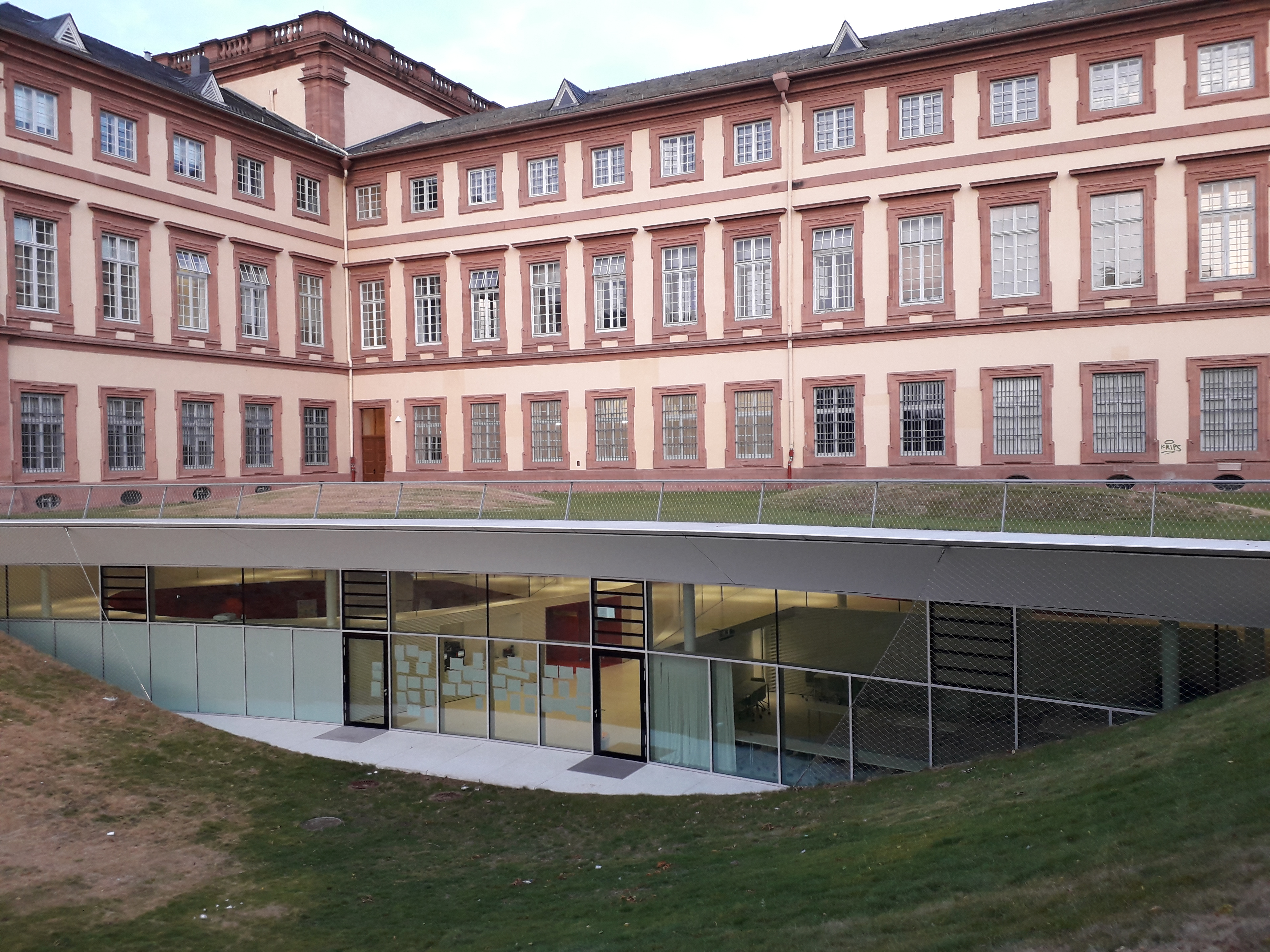
Studien- und Konferenzzentrum der Mannheim Business School im Mannheimer Barockschlosses (ehemaliger Kohlekeller)

Die Mannheim Business School ist eine Graduate School der Universität Mannheim. 

## Geschichte
Die Mannheim Business School wurde 2005 aus der Fakultät für Betriebswirtschaftslehre der Universität Mannheim heraus als gemeinnützige GmbH gegründet und bietet seither kostenpflichtige betriebswirtschaftliche Weiterbildungsprogramme an. Eigentümer sind zu 75 % die Prechel-Stiftung und zu 25 % die Universität Mannheim.
Präsident ist seit dem 1. November 2010 der BWL-Professor Jens Wüstemann, Vorsitzender des 28-köpfigen Kuratoriums ist der Vorstandsvorsitzende der BASF, Kurt Bock. Die Lehrveranstaltungen werden größtenteils durch Professoren der Fakultät für Betriebswirtschaftslehre durchgeführt.

## Studienangebot
Die Mannheim Business School bietet mehrere englischsprachige Master-of-Business-Administration-Studiengänge an: den „Mannheim MBA“ als einjähriges Vollzeit- und zweijähriges Teilzeitprogramm, den "Mannheim Executive MBA", mit der École supérieure des sciences économiques et commerciales (ESSEC) in Cergy (Frankreich) den berufsbegleitenden „ESSEC & Mannheim Executive MBA“ und mit der Tongji-Universität in Shanghai (Volksrepublik China) den „Mannheim & Tongji Executive MBA“.
Der Wirtschaftsprüfungsteil des seit 2008 angebotenen Studiengangs „Mannheim Master of Accounting & Taxation“ (Wirtschaftsprüfung und Steuerberatung) ist von der Agentur für Qualitätssicherung durch Akkreditierung von Studiengängen nach § 8a Wirtschaftsprüferordnung akkreditiert und ermöglicht das Berufsexamen unmittelbar nach Studienabschluss in verkürzter Form abzulegen. Außerdem bietet die Mannheim Business School mehrtägige Management-Intensivkurse und Weiterbildungsprogramme für Unternehmen an.

## Akkreditierungen
Die Programme der Mannheim Business School sind seit 2008 dreifach akkreditiert (AMBA , AACSB und EQUIS), die Hochschule besitzt also die so genannte „Triple Crown“.

## Internationale Rankings
- # 17 im Non-U.S. Business School Ranking von Bloomberg Businessweek und # 1 in Deutschland (2015)[8]
- # 38 im internationalen The Economist MBA Ranking, # 11 in Europa und #1 in Deutschland (2015)[8]
- # 11 im globalen Financial Times Executive MBA Ranking für „Customized/Company Programs“ (2016)[8]
- Unter den Top 30 im globalen Economist Executive-MBA-Ranking und # 7 in Europa (2015)[8]
- # 14 im Financial Times Master in Management Ranking 2016.
- # 49 im globalen Financial Times MBA Ranking und # 1 in Deutschland (2016)[8]
- Unter den Top 20 Executive MBA Programmen im „Global Green MBA Ranking“ des Magazins Corporate Knights, # 4 in Europa und # 1 in Deutschland (2015)[8]